# إيريك شولزه
إيريك شولزه (بالنرويجية البوكمول: Eirik Schulze)‏ (7 يناير 1993 بماندال في النرويج - ) هو لاعب كرة قدم نرويجي في مركز الوسط. لعب مع نادي فيكينغ وFK Mandalskameratene ‏ وStrømmen IF ‏ وSandnes Ulf ‏.

## روابط خارجية
- إيريك شولزه على موقع اتحاد النرويج (النرويجية)
- إيريك شولزه على موقع قاعدة بيانات كرة القدم.إي يو (الإنجليزية)
- إيريك شولزه على موقع Soccerbase.com (لاعب) (الإنجليزية)
- إيريك شولزه على موقع Soccerway.com (الإنجليزية)